# Tubthumping
"Tubthumping" is een nummer van de Britse band Chumbawamba en afkomstig van het album Tubthumper uit 1997. Op 11 augustus van dat jaar werd het nummer op single uitgebracht en op 27 oktober volgden Australië en Nieuw-Zeeland.

## Achtergrond
De tekst van Tubthumping is toegeschreven aan de hele band en geproduceerd door de band en Neil Ferguson. Het nummer is gebaseerd op een ritueel van de buurman van de band, welke elk weekend dronken thuiskwam, vallend het huis in ging en tegen zijn vrouw begon te schreeuwen. De betekenis van de titel is omschreven door de zanger Boff Whalley als het schreeuwend verkondingen op straat wat er mis is met de wereld.
De single was internationaal een groot succes, met hits in vele landen en nummer 1-posities in Nieuw-Zeeland en Australië. In thuisland het Verenigd Koninkrijk bereikte de single de 2e positie in de UK Singles Chart.
In Nederland werd de single veel gedraaid op de landelijke radiozenders en werd een radiohit. De single bereikte de 10e positie in de Nederlandse Top 40 op Radio 538 en de 16e positie in de publieke hitlijst, destijds de Mega Top 100 op Radio 3FM.
In België bereikte de single de 9e positie in zowel de Vlaamse Ultratop 50 als de Vlaamse Radio 2 Top 30. In de Waalse Ultratop 50 werd de 30e positie behaald.
Het nummer werd in de zomer van 1998 gebruikt als titelsong voor het PC spel FIFA World Cup ’98. Voor een optreden bij de Brit Awards in 1998 veranderde de band een deel van de tekst om aandacht te vragen voor de havenwerkers in Groot-Brittannië. Daarnaast gooiden ze na dat optreden een emmer water over de toenmalige vicepremier van het Verenigd Koninkrijk John Prescott.

## Mama Appelsap
Sommige Nederlanders verstaan uit de regel "You are never gonna keep me down" de Nederlandse tekst "Jullie hebben nog niet betaald". Deze Mama Appelsap stond in 2022 op de derde plaats in de "3FM Mama Appelsap Top Honderdduizend" van de Nederlandse publieke radiozender NPO 3FM.